# Application Protocol Data Unit
Application Protocol Data Unit (APDU) – struktura danych w protokole komunikacji między czytnikiem a kartą elektroniczną (np. między telefonem a kartą SIM). Struktura ramki APDU zdefiniowana jest w ISO/IEC 7816-4 Organization, security and commands for interchange.
Istnieją 2 kategorie APDU: polecenie APDU (od czytnika do karty) oraz odpowiedź APDU (od karty do czytnika). Polecenie APDU składa się z obowiązkowego nagłówka (4 bajty na pola: CLA, INS, P1, P2) i z opcjonalnej liczby danych (od 0 do 255 bajtów). Odpowiedź APDU stanowią 2 bajty statusowe oraz od 0 do 256 bajtów z danymi.
| Polecenie APDU   | Polecenie APDU      | Polecenie APDU                                                                      |
| Pole             | Długość (w bajtach) | Opis                                                                                |
| ---------------- | ------------------- | ----------------------------------------------------------------------------------- |
| CLA              | 1                   | określa klasę instrukcji, do której należy polecenie                                |
| INS              | 1                   | określa konkretną instrukcję do wykonania na karcie, np.: „zapisz dane”             |
| P1-P2            | 2                   | określa parametry instrukcji, np. offset w pliku, do którego mają być zapisane dane |
| Lc               | 0, 1 lub 3          | określa liczbę (Nc) bajtów z danymi                                                 |
| Dane instrukcji  | Nc                  | Nc bajtów z danymi                                                                  |
| Le               | 0, 1, 2 lub 3       | określa maksymalną liczbę (Ne) bajtów spodziewanych w odpowiedzi                    |
| Odpowiedź APDU   |                     |                                                                                     |
| Dane odpowiedzi. | Nr (max. Ne)        | Dane zwrócone przez kartę na zadaną instrukcję z parametrami.                       |
| SW1-SW2          | 2                   | Kody statusu odpowiedzi, np. 90 00 (szesnastkowo) oznacza prawidłową odpowiedź      |